# Satsuriku no Tenshi
Angels of Death (殺戮の天使 Satsuriku no Tenshi?) es un videojuego con adaptación a un manga que cuenta con 8 volúmenes escrito por Makoto Sanada e ilustrado por Kudan Nazuka y una serie de anime estrenada el verano de 2018. Este videojuego se encuentra disponible en el Software Steam en los idiomas: Japonés, Inglés, Coreano y Chino.

## Argumento
Rachel Gardner es una chica de 13 años que se despierta en el sótano de un edificio abandonado. No recuerda nada sobre quién es, ni sabe qué está haciendo allí, con lo que comienza a vagar por el edificio, dando tumbos, mientras intenta comprender qué sucede. Es entonces cuando se encuentra con un hombre cubierto de vendas que intenta matarla, dice llamarse "Zack" y que porta una guadaña. Entre ambos, se formará un extraño vínculo que se fortalecerá mediante una serie de extrañas promesas. Ninguno de los dos sabe qué destino les aguarda en dicho edificio abandonado, pero trabajarán juntos para encontrar una salida…

## Personajes

### Protagonistas
Rachel Gardner (レイチェル・ガードナー Reicheru Gādonā?) / Ray (レイ Rei?)
 Seiyū: Haruka Chisuga
Isaac Foster (アイザック・フォスター Aizakku Fosutā?) / Zack (ザック Zakku?)
 Seiyū: Nobuhiko Okamoto

### Secundarios
Daniel Dickens (ダニエル・ディケンズ Danieru Dikenzu?) / Danny (ダニー Danī?)
 Seiyū: Takahiro Sakurai
Edward Mason (エドワード・メイソン Edowādo Meison?) / Eddie (エディ Edi?)
 Seiyū: Natsumi Fujiwara
Catherine Ward (キャサリン・ワード Kyasarin Wādo?) / Cathy (キャシー Kyashī?)
 Seiyū: Mariya Ise
Abraham Gray (エイブラハム・グレイ Eiburahamu Gurei?) / Gray (グレイ Gurei?)
 Seiyū: Hōchū Ōtsuka

## Contenido de la obra

### Manga
Una adaptación a manga escrita por Kudan Nazuka y Makoto Sanada comenzó su serialización en la revista Monthly Comic Gene el 27 de enero de 2016. La precuela del juego, Episode.0, también de Kudan Nazuka y Makoto Sanada comenzó su serialización en Pixiv el 3 de marzo de 2017. Una serie de manga 4-koma de 2 volúmenes llamado Satsuten! de Makoto Sanada y Negiyan comenzó su serialización también en Monthly Comic Gene el 27 de febrero de 2017.

### Novela
Una novelización del juego escrita por Kijiri Chiren y Makoto Sanada e ilustrada por Negiyan es publicada por la marca de Kadokawa, Enterbrain. Consta de tres volúmenes.
| Núm. | Título                   | Fecha de lanzamiento | ISBN                   |
| ---- | ------------------------ | -------------------- | ---------------------- |
| 1    | Until Death Do Them Part | 30 de julio de 2016  | ISBN 978-4-04-734115-9 |
| 2    | Blessing in Disguise     | 24 de abril de 2017  | ISBN 978-4-04-734437-2 |
| 3    | Once in A Blue Moon      | 27 de abril de 2018  | ISBN 978-4-04-734930-8 |

### Anime
Una adaptación a anime de 16 episodios animada por J.C.Staff se estrenó el 6 de julio de 2018. Es dirigido por Kentarō Suzuki y escrito por Yoshinobu Fujioka, el encargado de la música es Noisycroak y el diseñador de personajes es Miki Matsumoto quien también es el jefe director de animación. Masaaki Endoh interpreta el tema de apertura "Vital," mientras que Haruka Chisuga interpreta el tema de cierre titulado "Pray" bajo el nombre de su personaje Rachel.